# Fromia
Fromia is een geslacht van zeesterren uit de familie Goniasteridae.

## Soorten
- Fromia armata Koehler, 1910
- Fromia balanse Perrier, 1875
- Fromia elegans H.L. Clark, 1921
- Fromia eusticha Fisher, 1913
- Fromia ghardaqana Mortensen, 1938
- Fromia hadracantha H.L. Clark, 1921
- Fromia heffernani (Livingstone, 1931)
- Fromia hemiopla Fisher, 1913
- Fromia indica (Perrier, 1869)
- Fromia milleporella (Lamarck, 1816)
- Fromia monilis (Perrier, 1869)
- Fromia nodosa A.M. Clark, 1967
- Fromia pacifica H.L. Clark, 1921
- Fromia polypora H.L. Clark, 1916
- Fromia schultzei Döderlein, 1910
- Fromia subtilis (Lütken, 1871)